# Styela pfefferi
Styela pfefferi är en sjöpungsart som beskrevs av Wilhelm Michaelsen 1898. Styela pfefferi ingår i släktet Styela och familjen Styelidae.
Artens utbredningsområde är Södra Ishavet. Inga underarter finns listade i Catalogue of Life.